# 春天的狂想
《春天的狂想》是1998年上映的中国电影，滕文骥担任导演和编剧，主演为邵兵、瞿颖、袁泉等。电影的主角“赵黎明”以人民音乐家施光南为人物原型。

## 奖项和提名
- 1999年北京大学生电影节
  - 获奖 - 最佳导演（滕文骥）
- 1999年金鸡奖
  - 获奖 - 最佳女配角（ 袁泉 ）
  - 提名 - 最佳影片
  - 提名 - 最佳导演（滕文骥）